# Эванс, Дэвид Альберт
Дэвид Альберт Эванс (11 января 1941 — 29 апреля 2022) американский химик-органик, профессор органической химии Калифорнийского университета в Лос-Анджелесе (1974), Калифорнийского технологического института (1974—1983), Гарвардского университета (1983—2008). Был выдающейся фигурой в области органической химии и одним из наиболее известных химиков XX века. Внес большой вклад в области полного синтеза, асимметрического катализа, и, в особенности, в развитие методов использования вспомогательного хирального компонента. Среди наиболее известных его работ — разработка методологии введения хиральных вспомогательных реагентов для осуществления стереоселективной альдольной конденсации, известных как оксазолидиноны Эванса.

## Биография
Эванс родился 11 января 1941 года в Вашингтоне. Отец Эванса умер в 1957, когда Дэвид был на втором курсе средней школы. В семье не было достаточно денег, однако Эвансу посчастливилось получить социальную стипендию Оберлинского колледжа. Так, в 1959 году он поступил в Оберлинский колледж. Будучи на втором курсе, Дэвид начал работу в области колебательной спектроскопии в лаборатории профессора Нормана Крейга. В 1963 году Эванс получил степень бакалавра в Оберлинском колледже. Далее он продолжил свое обучение в аспирантуре Мичиганского университета. Вдохновившись курсом органической химии, Эванс выбрал местом работы лабораторию Роберта Э. Айрленда. Исследования лаборатории по большей части были посвящены синтезу природных соединений, в особенности химии терпенов. Во время учёбы в Мичигане Эвансу удалось познакомиться с выдающимися профессорами того времени: Кори, Сторком, Бюхи. Это в значительной степени повлияло на его отношение к органическому синтезу. К концу своего обучения Эванс твердо решил продолжить свою работу в Массачусетском технологическом институте в группе профессора Георга Бюхи.
В 1965 году группа Айрленда переехала в Калифорнийский технологический институт. Там Дэвид Эванс получил приглашение на роль постдока от профессора Дональда Крама из Калифорнийского университета в Лос-Анджелесе. После долгих раздумий, он принял это приглашение.
10 сентября 1967 Дэвид Эванс защитил диссертацию и переехал в Уэствуд.

## Академическая карьера
Эванс начал свою независимую исследовательскую карьеру в Калифорнийском университете в Лос-Анджелесе в 1967 году в группе профессора Крама. Во время работы в Калифорнийском университете Эванс был награждён престижной премией Дрейфуса за выдающиеся педагогические достижения в области химических наук. В 1973 году Дэвиду Эвансу было присвоено звание профессора.
В 1974 году он получает приглашение и возвращается в Калифорнийский технологический институт для продвижения органической химии на факультете. В 1983 году Эванс переходит в Гарвардский университет. Переезд в Гарвард отчасти был обусловлен плачевным состоянием лабораторий в Калифорнийском университете, которые в итоге были отремонтированы практически сразу после его отъезда. В 1990 году в Гарварде он был назначен профессором химии Эбботта и Джеймса Лоуренса.
С 1995 по 1998 года Дэвид Эванс занимал должность заведующего кафедрой химии и химической биологии и ушел с факультета, приняв статус почетного профессора, в 2008 году. Количество известных химиков-органиков, вышедших из его группы на протяжении многих лет, впечатляет. Среди них и лауреат Нобелевской премии по химии Дэвид Макмиллан.
Среди его многочисленных наград, премия Американского химического общества 1982 года за творческую работу в области синтетической органической химии, исследовательская премия Pfizer 1992 года по синтетической органической химии, премия Tetrahedron в 1998 году, премия Роберта Робинсона от Королевского химического общества в 1998 году, медаль Прелога Швейцарской высшей технической школы Цюриха в 1999 году, премия Рёдзи Ноёри общества синтетической органической химии Японии в 2006 году, премия Артура Коупа Американского химического общества за 2000 год и премия Американского химического общества за творчество в молекулярном дизайне и синтезе 2010 года.
Дэвид Эванс был членом Национальной академии наук США, Американской академии искусств и наук, Американской ассоциации содействия развитию науки, а также членом Королевского химического общества.

## Исследовательская деятельность
Эванс внес большой вклад в область органического синтеза. Наиболее известными его работами считаются методологии по проведению стереоселективной альдольной реакции и алкилирования с использованием вспомогательных хиральных реагентов, ныне известных как оксазолидиноны Эванса.
Помимо этого, он также принял участие в разработке и усовершенствовании анионных окси-коуповских перегруппировок. Одна из таких реакций обрела широкое синтетическое распространение и получила название перегруппировки Мислоу — Эванса. Она заключается в стереоселективном образовании аллиловых спиртов из аллильных сульфоксидов. Механизм реакции включает стадии алкилирования, [2,3]-сигматропный сдвиг и расщепление полученного сульфената.
К числу заслуг Дэвида Эванса относится разработка диастереоселективного восстановления кетонов с использованием борогидридов и иодида самария(II).
Также Эванс занимался изучением реакций гидроборирования, катализируемых переходными металлами, и каталитических энантиоселективных реакций на основе бис-оксазолиновых лигандов.
Немалый вклад он оставил в области полного синтеза. Были разработаны пути синтеза таких важных соединений, как колхицин, морфин, тетрагидроканнабинол, помимо этого новые синтетические методологии были предложены для простагландинов и ещё несколько десятков лекарственных и природных соединений.

## Разработка ChemDraw
Широко используемый пакет программного обеспечения для рисования химических структур ChemDraw был первоначально задуман Эвансом и разработан аспирантом на тот момент группы Кори Стюартом Рубинштейном при участии Эванса, его жены Салли и исследовательской группы Эванса. Премьера ChemDraw состоялась в июле 1985 года на Гордонской исследовательской конференции по реакциям и процессам в Нью-Гэмпшире.

## Награды и отличия
- Премия Американского химического общества за творческую работу в области синтетической органической химии, 1982 год
- Избран в Национальную академию наук США в 1984 г[8][19].
- Избран в Американскую академию искусств и наук в 1988 году[8]
- Избран членом Американской ассоциации содействия развитию науки, 1992 год[8]
- Исследовательская премия Pfizer по синтетической органической химии, 1992 год
- Премия «Tetrahedron» за творчество в области органической химии и биомедицинской химии, 1998 год[20]
- Премия Роберта Робинсона Королевского химического общества, 1998 год
- Медаль Прелога Швейцарской высшей технической школы Цюриха, 1999 год
- Премия Артура К. Коупа, Американское химическое общество, 2000 год[8][21]
- Премия Рёдзи Ноёри общества синтетической органической химии Японии, 2006 год[8]
- Премия Герберта К. Брауна за творческие исследования в области синтетических методов, 2007 год[22]
- Премия Американского химического общества за творчество в молекулярном дизайне и синтезе, 2010 год
- Премия Роджера Адамса в области органической химии, Американское химическое общество, 2013 год[8][23]